# Heinersdorf (Steinhöfel)
Heinersdorf ist mit Behlendorf ein Ortsteil der Gemeinde Steinhöfel im Landkreis Oder-Spree in Brandenburg. Beide Orte liegen rund 40 Kilometer östlich von Berlin nahe der B5 am 80 Hektar großen Heinersdorfer See. Ein Straßendamm verläuft durch den südlichen Teil des Sees.

## Geschichte
Der Ort wurde 1244 erstmals als Henrykestorp urkundlich erwähnt. Es gehörte nach dem Landbuch der Mark Brandenburg zu den Besitzungen der Tempelherren, was dann zu den Johanniter-Rittern überging. Heinersdorf war ein Lehn. Als Lehnsbesitzer trat später ein Mathias Belkow in Erscheinung, der wiederum an Martin Wins verkaufte. Familie Wins blieb in das 15. Jahrhundert. Der Herrenmeister des Johanniterordens Martin Graf von Hohenstein veräußerte den Ort nebst allen Zubehör und Geldrenten für die stolze Summe 9000 Talern an Zacharias von Grünberg, dem Statthalter von Küstrin. Dadurch bildete sich ein klassischer Rittersitz. So folgten als Lehnsbesitzer die Familien des Kriegsrates und Hauptmann zu Lagow von Ludwig, und des Geheimen rates (von) Meinders sowie einige bürgerliche Eigentümer.
Auf der Feldmark von Heinersdorf wurde 1348 der Falsche Woldemar vom Erzbischof von Magdeburg Otto als Markgraf Woldemar anerkannt. In dieser Zeit wurde auch die Feldsteinkirche errichtet, die im 14./15. Jahrhundert um einen Westturm erweitert wurde. 1752 kam es zu einem Brand im Dorf, das annähernd die Hälfte aller Gebäude zerstörte.
Durch die Entwicklung von Heinersdorf zu einem Gutsort mit einem kreistagsfähigen Rittergut ging der Ort in die Hände der Familie Schulz, welche später in der ganzen Umgegend weitere Güter übernahm. Ausgehend vom Oberamtmann und Generalpächter der Komturei Lietzen, Martin Schultz(e)-(1720–1762). Dessen Sohn Karl Schulz war Preußischer Amtsrat zu Lietzen und Erb- und Gerichtsherr auf Heinersdorf. Seit 1802 gehörte Heinersdorf den Schulz nachweisbar. Er ließ sich auch mit seiner Frau Friederike Wilhelmine Hartmann schon standesgemäß im Erbbegräbnis bestatten. Deren Sohn Ferdinand kaufte noch weitere Nachbargüter wie unter anderem Podelzig hinzu. Um 1879 betrug die allodiale Größe des Gutes 874,50 ha im Besitztum des Regierungsassessors Schulz. Dieser Assessor war der Nachfahre Friedrich Robert Schulz (1834–1894). Er wurde am 21. Januar 1883 in den erblichen Adelsstand erhoben, mit dem Zunamen v.(on) Heinersdorf. Schulz von Heinersdorf war Stifter und Nutznießer des Familienfideikommiss Heinersdorf. Damit wurde auch die Erbfolge reguliert. Nachfolger als Majoratsherr wurde Günter Schulz von Heinersdorf (1881–1938). Er war Offizier in einem Kavallerie-Regiment und erwarb Gut Behlendorf.
Kurz vor der großen Wirtschaftskrise 1929/1930 verfügte das Rittergut Heinersdorf über 900 ha Land. Betrieben wurde eine große Schafsviehwirtschaft und eine Kartoffeltrocknungsanlage. Als Verwalter fungierte Herr Richter. Weitere nennenswerte größere Bauernhöfe bestanden laut dem damals letztmals amtlich publizierten Landwirtschaftlichen Adressbuch für die Provinz Brandenburg, Regierungsbezirk Frankfurt a. d. O. Dies waren der Hof von Anna Keller, von August Albrecht, und von Friedrich Finger, die 46 ha von Ernst Grey, August Gurasch mit 21 ha, Günther Höhne und Fritz Staroste besaßen jeweils 27 ha.
Erbe des Gutes wurde Karl-Günther Schulz von Heinersdorf (1913–1941). Er ging wie sein jüngerer Bruder Wolf von Schulz (1914–1944) zunächst auf der Ritterakademie Brandenburg und schlug dann eine Militärkarriere ein, starben dann im Krieg. Die Töchter der Hauses Schulz heirateten in andere verwandte Gutsbesitzerfamilien, wie Schulz-Wulkow, von Stünzner-Karbe-Sieversdorf, Freiherrn von Stenglin. Auch die jüngeren Schulz-Söhne starben im Krieg oder an deren Folgen.
Am 31. Dezember 2001 wurde Heinersdorf mit Behlendorf nach Steinhöfel eingemeindet.

## Kultur und Sehenswürdigkeiten
In der Liste der Baudenkmale in Steinhöfel stehen die in der Denkmalliste des Landes Brandenburg eingetragenen Baudenkmale des Ortes.

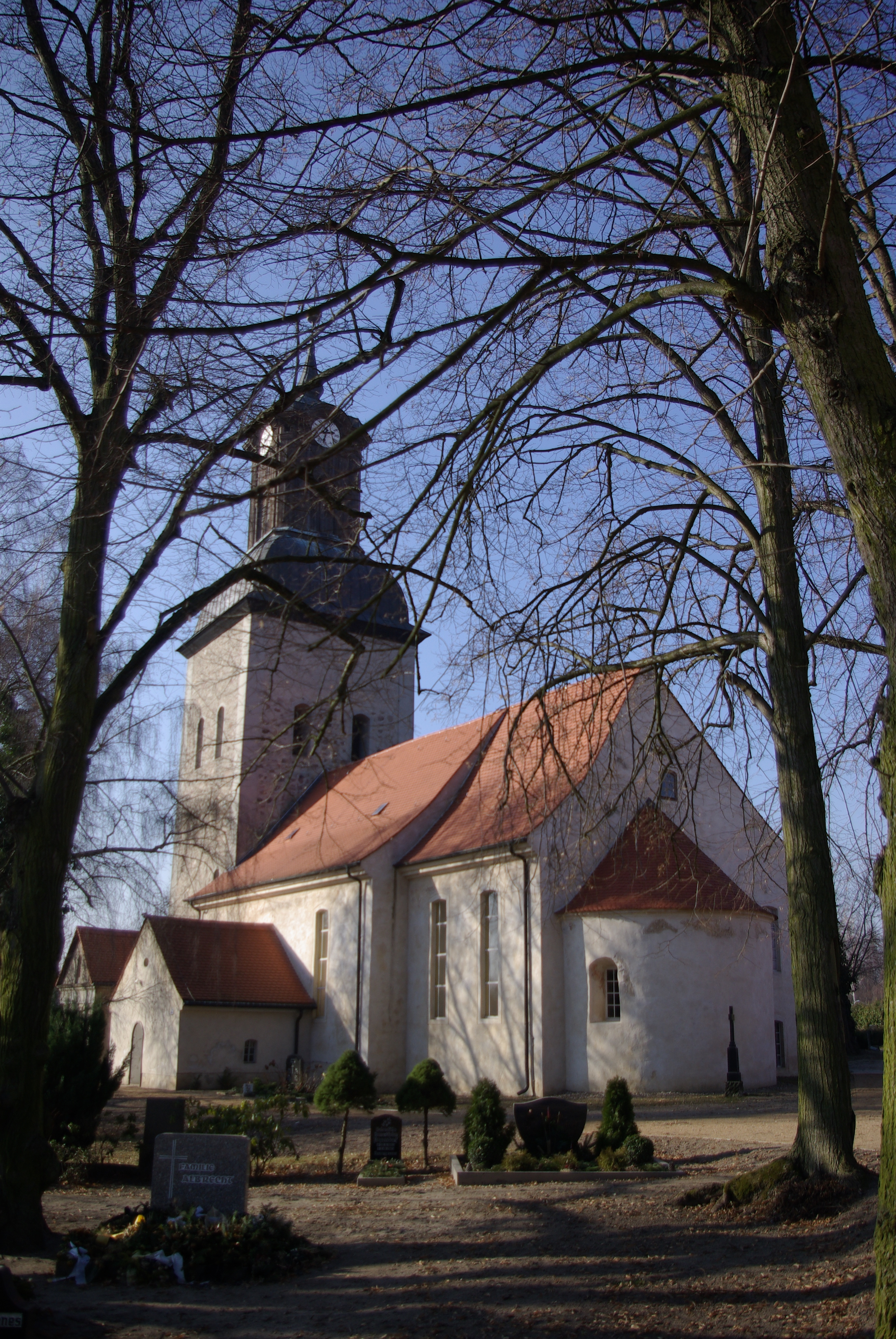
Kirche Heinersdorf

- Die Dorfkirche Heinersdorf ist eine Feldsteinkirche aus der zweiten Hälfte des 13. Jahrhunderts. Im Innern steht unter anderem ein Kanzelaltar aus dem ersten Viertel des 18. Jahrhunderts.
- Gut Heinersdorf aus dem 18. Jahrhundert
- Waldemareiche mit einem Brusthöhenumfang von 8,00 m (2016).[8]
- Heinersdorfer See
- Heimattiergarten